# Zeitschrift für Physikalische Chemie
Zeitschrift für Physikalische Chemie (abrégé en Z. Phys. Chem.) est une revue scientifique mensuelle à comité de lecture qui publie des articles concernant le domaine de la chimie physique.
D'après le Journal Citation Reports, le facteur d'impact de ce journal était de 1,356 en 2014. L'actuel directeur de publication est Helmut Baumgärtel.